# Lake Carmel
Lake Carmel es un lugar designado por el censo ubicado en el condado de Putnam en el estado estadounidense de Nueva York y además es su sede de condado. En el año 2000 tenía una población de 8,663 habitantes y una densidad poblacional de 647.9 personas por km². Lake Carmel se encuentra ubicado dentro del pueblo de Kent.

## Geografía
Lake Carmel se encuentra ubicado en las coordenadas 41°27′37″N 73°39′42″O / 41.46028, -73.66167. Según la Oficina del Censo, la ciudad tiene un área total de 14,3 km² (5,5 mi²), de la cual 13,4 km² (5,2 mi²) es tierra y 0,9 km² (0,3 mi²) (6.35%) es agua.

## Demografía
Según la Oficina del Censo en 2000 los ingresos medios por hogar en la localidad eran de $70,678, y los ingresos medios por familia eran $76,514. Los hombres tenían unos ingresos medios de $49,615 frente a los $37,292 para las mujeres. La renta per cápita para la localidad era de $27,253. Alrededor del 3.8% de la población estaban por debajo del umbral de pobreza.